# Aeroportul Internațional Aden Adde
Aeroportul Internațional Aden Adde (IATA: MGQ, ICAO: HCMM) este un aeroport din Banaadir⁠(d), Somalia ce deservește zona Mogadishu. 
Situat la o altitudine de 9 m, aeroportul dispune de 1 pistă.

## Infrastructură

### Piste
Aeroportul dispune de o singură pistă. Pista are orientarea 05/23.